# Rally van Ieper 2015
De Rally van Ieper 2015, officieel 51. Kenotek Ypres Rally, was de 51e editie van de Rally van Ieper en de vijfde ronde van het Europees kampioenschap rally in 2015. Het servicepark en podium bevonden zich zoals gewoonlijk in centrum Ieper. De rally is van het ERC-niveau en mag dus geen WRC-rallywagens aan de start verwachten. 

## Verloop
In het begin van de rally nam de Nederlander kevin Abbring de leiding met copiloot Pieter Tsjoen. Na de derde klassementsproef bedroeg zijn voorsprong 7 seconden op Craig Breen en 15 seconden op zowel Stéphane Lefebvre, Kris Princen en Freddy Loix. Bryan Bouffier volgt op dat moment op 19 seconden van Abbring. Op KP4 rijdt Abbring lek en finisht 23 seconden na Bouffier. In het klassement zakt hij terug tot de vierde plaats en neemt Craig Breen de leiding. op KP5 maakt Abbring 8 seconden goed en klimt terug naar de tweede plaats op 4 seconden van Craig Breen. In een poging nog meer tijd in te halen schuift Abbring op KP6 van de baan en crasht spectaculair met enkele koprollen. Over en uit voor Abbring; Breen blijft aan de leiding, gevolgd door Bouffier (+7), Lefebvre (+11), Princen (+20) en Loix (+25).
Na Abbring beginnen de topfavorieten geleidelijk aan uit te vallen. Op KP8 moet Princen om medische redenen de rally opgeven. Zo duikelt Bernd Casier (+44) de top 5 binnen. Op de volgende KP's wint Loix en maakt zo wat tijd goed. De grootste klim maakt hij echter in KP11 waar Breen met +15 slechts als zesde finisht en zijn voorsprong verliest: hij belandt op +0.6 seconden na Bouffier op de tweede plaats. Lefebvre en Loix volgen op resp. 1.3 en 8.7 seconden; Bernd Casier op 56 seconden. De top 5 wordt nu vervolledigd door Vincent Verschueren met anderhalve minuut. In de volgende klassementsproef, KP12, moet ook Casier na een crash de wedstrijd verlaten. Loix wint opnieuw en klimt terug tot 4 seconden van Bouffier, Breen finisht op 32 seconden en strandt op de derde plaats. Lefebvre echter verliest 3 minuten door problemen met de eerste versnelling en zakt terug naar de negende plaats. Op KP13 moet ook Craig Breen de strijd staken met een oververhitte motor. Lefebvre klimt terug naar plaats 6 en Loix volgt nu op exact 3 seconden, wat op de volgende KP 1.4 seconden wordt. Lefebvre verliest hier opnieuw 50 seconden. Bouffier die zijn eerste plaats wil verdedigen forceert zijn wagen en verliest op KP15 maar liefst 2 minuten, dus komt Loix zeer comfortabel aan de leiding. Terwijl de Fransmannen nog proberen terug te komen en seconden goed maken, rijdt Loix rustig uit en wint zo, ondanks een volle minuut tijdsstraf in de laatste proef, voor de tiende keer in Ieper.

## Deelnemers
| Nummer | Rijder              | Navigator            | Auto              |
| ------ | ------------------- | -------------------- | ----------------- |
| 1      | Craig Breen         | Scott Martin         | Peugeot 208 T16   |
| 2      | Kevin Abbring       | Pieter Tsjoen        | Citroën DS3 R5    |
| 3      | Stéphane Lefebvre   | Stéphane Prévot      | Peugeot 208 T16   |
| 4      | Bryan Bouffier      | Thibault de la Haye  | Citroën DS3 R5    |
| 5      | Freddy Loix         | Johan Gitsels        | Škoda Fabia R5    |
| 7      | Kris Princen        | Peter Kaspers        | Peugeot 208 T16   |
| 8      | Cédric Cherain      | André Leyh           | Citroën DS3 R5    |
| 9      | Bruno Magelhaes     | Hugo Magelhaes       | Peugeot 208 T16   |
| 10     | Vincent Verscheuren | Veronique Hostens    | Citroën DS3 R5    |
| 11     | Bernd Casier        | Pieter Vyncke        | Ford Fiesta R5    |
| 12     | Jaromir Tarabus     | Daniel Trunkat       | Skoda Fabia S2000 |
| 14     | Martin McCormack    | James O'Reilly       | Skoda Fabia S2000 |
| 15     | Josh Moffet         | John Rowan           | Ford Fiesta RRC   |
| 16     | Petter Kristiansen  | Ole Kristian Brennum | Skoda Fabia S2000 |
| 17     | Davy Vanneste       | Eddy Snaet           | Ford Fiesta R5    |
| 18     | Sam Moffet          | Karl Atkinson        | Ford Fiesta RRC   |
| 19     | Jaroslav Orsak      | David Smeidler       | Skoda Fabia S2000 |
| 20     | Didier Dequesne     | Filip Cuvelier       | Ford Fiesta R5    |
| 21     | Euan Thorburn       | Paul Beaton          | Ford Fiesta S2000 |
| 22     | Antonin Tlustak     | Ladislav Kucera      | Skoda Fabia S2000 |
| 23     | Claudie Tanghe      | Denis Squedin        | Peugeot 207 S2000 |

## Overzicht van de rally
In de 51e editie streden onder meer de volgende piloten om de overwinning: Kevin Abbring, Craig Breen, Freddy Loix, Stéphane Lefebvre en Bryan Bouffier werden als favorieten naar voor geschoven. 
| Dag           | Proef | Naam                    | Lengte   | Tijd  | Winnaar           | Tijd    | Gem. snelh. (km/h) | Rallyleider    |
| ------------- | ----- | ----------------------- | -------- | ----- | ----------------- | ------- | ------------------ | -------------- |
| Dag 1 26 juni | KP1   | Langemark 1             | 12,56 km | 16:50 | Kevin Abbring     | 7:07.2  | 105,8              | Kevin Abbring  |
| Dag 1 26 juni | KP2   | Dikkebus 1              | 14,22 km | 17:33 | Kevin Abbring     | 7:58.2  | 107,1              | Kevin Abbring  |
| Dag 1 26 juni | KP3   | Wijtschate 1            | 13,81 km | 18:10 | Bryan Bouffier    | 7:36.3  | 109,0              | Kevin Abbring  |
| Dag 1 26 juni | KP4   | Mesen 1                 | 7,48 km  | 18:30 | Bryan Bouffier    | 4:08.4  | 108,4              | Craig Breen    |
| Dag 1 26 juni | KP5   | Dikkebus 2              | 14,22 km | 20:16 | Kevin Abbring     | 7:49.2  | 109,1              | Craig Breen    |
| Dag 1 26 juni | KP6   | Wijtschate 2            | 13,81 km | 20:53 | Bryan Bouffier    | 7:31.7  | 110,1              | Craig Breen    |
| Dag 1 26 juni | KP7   | Mesen 2                 | 7,48 km  | 21:13 | Bryan Bouffier    | 4:07.4  | 108,8              | Craig Breen    |
| Dag 2 27 juni | KP8   | Reninge 1               | 14,50 km | 11:18 | Craig Breen       | 7:40.4  | 113,4              | Craig Breen    |
| Dag 2 27 juni | KP9   | Watou 1                 | 14,29 km | 11:55 | Freddy Loix       | 7:20.8  | 116,7              | Craig Breen    |
| Dag 2 27 juni | KP10  | Westouter - Boeschepe 1 | 19,28 km | 12:25 | Freddy Loix       | 10:52.6 | 106,4              | Craig Breen    |
| Dag 2 27 juni | KP11  | Kemmelberg 1            | 13,60 km | 14:45 | Stéphane Lefebvre | 7:58.7  | 102,3              | Bryan Bouffier |
| Dag 2 27 juni | KP12  | Hollebeke 1             | 23,23 km | 15:23 | Freddy Loix       | 12:53.1 | 108,2              | Bryan Bouffier |
| Dag 2 27 juni | KP13  | Reninge 2               | 14,50 km | 17:25 | Stéphane Lefebvre | 7:33.5  | 115,1              | Bryan Bouffier |
| Dag 2 27 juni | KP14  | Watou 2                 | 14,29 km | 18:02 | Freddy Loix       | 7:18.1  | 117,4              | Bryan Bouffier |
| Dag 2 27 juni | KP15  | Westouter - Boeschepe 2 | 19,28 km | 18:32 | Freddy Loix       | 10:46.4 | 107,4              | Freddy Loix    |
| Dag 2 27 juni | KP16  | Kemmelberg 2            | 13,60 km | 20:52 | Stéphane Lefebvre | 7:45.9  | 103,1              | Freddy Loix    |
| Dag 2 27 juni | KP17  | Hollebeke 2             | 23,23 km | 21:30 | Stéphane Lefebvre | 13:01.6 | 107,0              | Freddy Loix    |

## Overzicht opgaves
KP 1: Cédric Cherain
KP 2: Bert Coene
KP 3: Slawowir Ogryzek, Ekaterina Stratieva
KP 4: Vincent Vermeeren, Lukasz Pieniazek
KP 5: Fredericq Delplace
KP 6: Kevin Abbring en Stéphane Hermann
KP 7: geen opgaves
KP 8: Florin Tincescu, Kris Princen, Joachim Wagemans, Alexandre Verbeke
KP 9: Bjorn Deruyter
KP 10: Pedro Samaey, Chris Ingram
KP 11: Claudie Tanghe, Sam Moffet
KP 12: Bernd Casier, Emil Bergkvist
KP 13: Serge Taymans, Frédéric Berville, Craig Breen, Suguru Kawana
KP 14: Frédéric Perrard, Xavier Lanoo en Vasiliy Gryazin
KP 15: geen opgaves
KP 16: Romain Dumais
KP 17: Diogo Gago, Josh Moffet, Didier Dequesne
In totaal stonden 73 teams aan de start en waren er 31 opgaves.

## Eindklassement
| Pos. | Rijder              | Navigator            | Auto              | Tijd      | Verschil | Punten |
| ---- | ------------------- | -------------------- | ----------------- | --------- | -------- | ------ |
| 1    | Freddy Loix         | Johan Gitels         | Škoda Fabia R5    | 2:22:29.9 | –        | 25+10  |
| 2    | Bryan Bouffier      | Tibault de la Haye   | Citroën DS3 R5    | 2:22:57.4 | +27.5    | 18+10  |
| 3    | Vincent Verscheuren | Veronique Hostens    | Citroën DS3 R5    | 2:23:32.4 | +1:02.5  | 15+7   |
| 4    | Bruno Magelhaes     | Hugo Magelhaes       | Peugeot 208 T16   | 2:24:23.0 | +1:53.1  | 12+5   |
| 5    | Stéphane Lefebvre   | Stéphane Prévot      | Peugeot 208 T16   | 2:24:31.8 | 2:01.9   | 10+6   |
| 6    | Jaroslav Orsak      | David Smeidler       | Skoda Fabia S2000 | 2:24:50.7 | +2:20.8  | 8+3    |
| 7    | Jaromir Tarabus     | Daniel Trunkat       | Skoda Fabia S2000 | 2:25:54.9 | 3:25.0   | 6+2    |
| 8    | Martin McCormack    | James O'Reilly       | Skoda Fabia S2000 | 2:27:18.1 | +4:48.2  | 4      |
| 9    | Davy Vanneste       | Eddy Snaet           | Ford Fiesta R5    | 2:28:28.2 | +5:58.3  | 2      |
| 10   | Petter Kristiansen  | Ole Kristian Brennum | Skoda Fabia S2000 | 2:28:29.8 | +5:59.9  | 1      |